# Sennaia bidactyla
Sennaia bidactyla is een vlokreeftensoort uit de familie van de Pontogeneiidae. De wetenschappelijke naam van de soort is voor het eerst geldig gepubliceerd in 1997 door Bellan-Santini.